# Projeto Echo

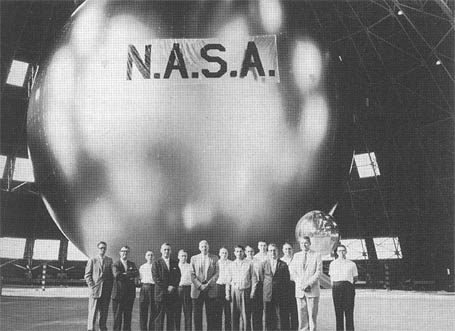
ECHO 1

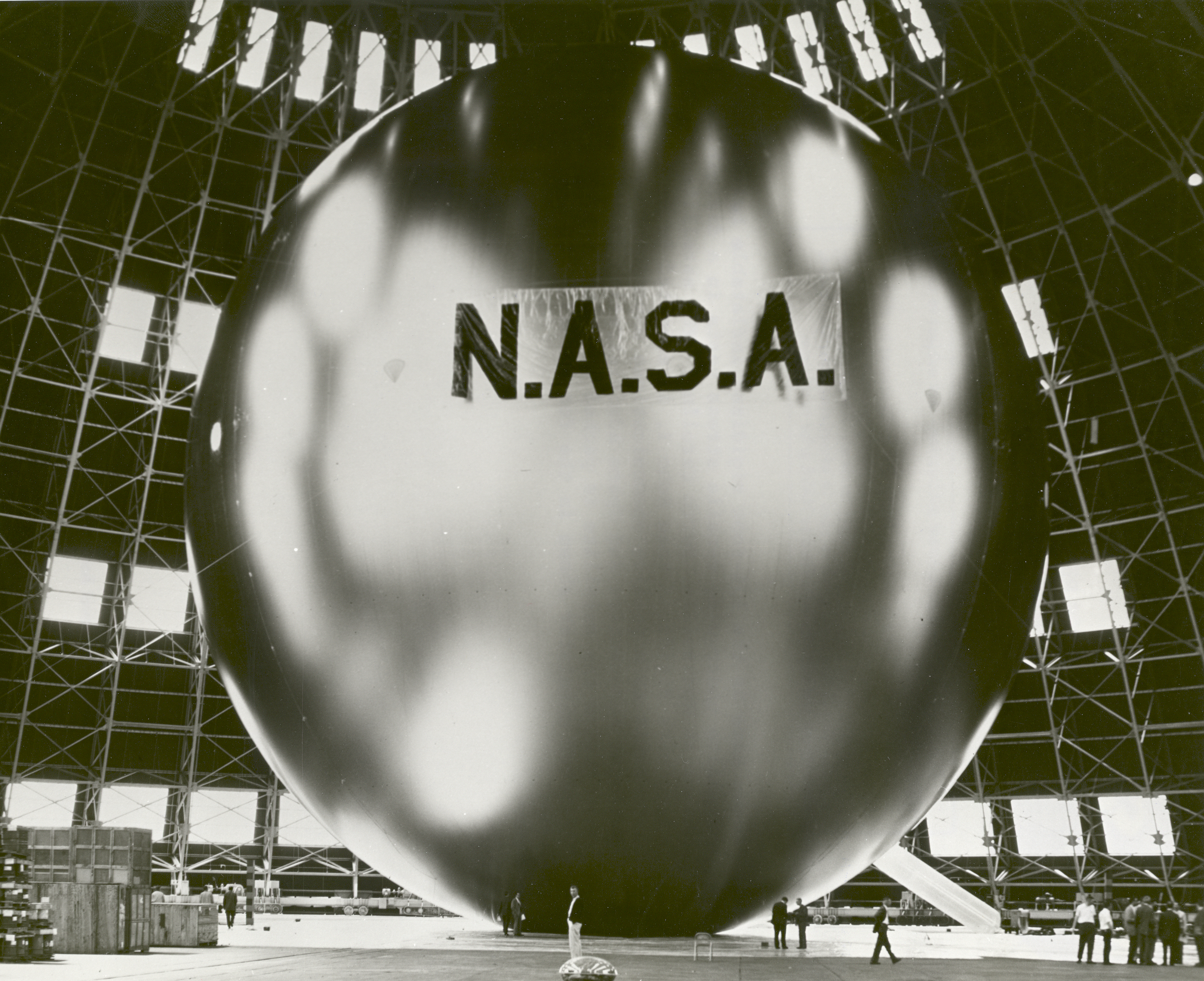
ECHO 2

ECHO 1 e ECHO 2 são satélites tecnológicos dos Estados Unidos. São enormes balões em nylon,
com 30 metros (ECHO 1) e 42 metros (ECHO 2) de diâmetro. Foram lançados, pela Agência Espacial Americana, (NASA), em 1960 e 1964, respectivamente. 
O Echos foram a origem dos satélites de comunicação passivos. Os resultados mais importantes deste programa espacial foram obtidos na aeronomia e geodésica. Em virtude de suas grandes dimensões e pequenas massas eles eram muito sensíveis à flutuações atmosféricas, o que permitiu determinar a densidade das camadas atmosféricas situadas entre 1 000 e 1 500 km de altitude, pela análise das variações observadas em seus períodos orbitais. 
ECHO 1 e ECHO 2 também foram utilizados nas primeiras triangularizações geodésicas espaciais. O termo "ECHO" é um acrônimo formado pelas iniciais de "Experimental Contact Highlight Operation". "Echo" também significa "eco" em inglês.